# Ziminella salmonacea
Ziminella salmonacea is een slakkensoort uit de familie van de Paracoryphellidae. De wetenschappelijke naam van de soort is voor het eerst geldig gepubliceerd in 1838 door Couthouy als Eolis salmonacea.